# يوسوكي كاميغكاتا
يوسوكي كاميغكاتا (باليابانية: 上形 洋介) (25 سبتمبر 1992 في طوكيو في اليابان – )؛ هو لاعب كرة قدم ياباني سابق كان يلعب كلاعب وسط.

## وصلات خارجية
- يوسوكي كاميغكاتا على موقع رابطة كرة القدم اليابانية للمحترفين (اليابانية)
- يوسوكي كاميغكاتا على موقع قاعدة بيانات كرة القدم.إي يو (الإنجليزية)
- يوسوكي كاميغكاتا على موقع Soccerway.com (الإنجليزية)
- يوسوكي كاميغكاتا على موقع عالم كرة القدم.نت (الإنجليزية)